# Lasius occidentalis
Lasius occidentalis es una especie de hormiga del género Lasius, tribu, Lasiini, orden Hymenoptera. Fue descrita por Wheeler en 1909.

## Distribución
Se distribuye por México y Estados Unidos.

## Hábitat
Habita en bosques de robles, pinos y enebros, debajo de piedras y rocas y en la hojarasca. Se ha encontrado a elevaciones de 1554-2896 metros.